# Attalens
Attalens är en ort och kommun i distriktet Veveyse i kantonen Fribourg, Schweiz. Kommunen hade 3 678 invånare (2023).